# Anthony Balaam
Anthony Balaam (Trenton, 1965. július 9. –) amerikai sorozatgyilkos. Négy nőt ölt meg Trentonban, New Jerseyben.

## Fiatalkora
Balaam gyerekkoráról keveset tudni. A gyilkosságok idején Trentonban élt. 10 éves kapcsolata volt egy nővel közösen két gyermekük született. Balaamot csendes, udvarias, igénytelen fiatalemberként írták le. Szomszédjaival keveset beszélt. A gyilkosságok előtt Balaamot többször letartóztatták kábítószerbűnözés és betörés miatt is.

## Gyilkosságok
Balaam nem messze otthonától az utcákon járt, hogy áldozatokat keressen. Hajnalban szexmunkásokat keresett, akiknek szexért cserébe crack kokaint ajánlott. A nőket egy elszigetelt helyre vitte, ahol egy késsel megfenyegette őket, majd megerőszakolta és megfojtotta őket. Három holttestet üres telkeken helyezett el, a negyediket pedig egy elhagyatott szállodába rakta. Ötödik áldozatának sikerült megszöknie miután, Balaam megerőszakolta. Még két nőnek sikerült elmenekülnie.

## Áldozatok
- Karen Denise Patterson (41) – 1994. október 24., megerőszakolták és megfojtották.
- Valentina Cuyler (29) – 1995. március 19., megerőszakolták és megfojtották.
- Connie Hayward (27) – 1995. április 10., megerőszakolták és megfojtották.
- Debora Ann Walker (37) – 1996. július 29., megerőszakolták és megfojtották.

## Elfogás és tárgyalás
1996. július 29-én reggel Balaam egyik szomszédja megkérte Catherine Emersont, Balaam másik szomszédját, hogy nézzen ki a házából: Emerson ezután a telken egy holttestet talált. Egyből értesítette a rendőrséget. A holttestet Debora Ann Walkerként azonosították. Majd nem messze egy másik holttestet is találtak. DNS-vizsgálat után arra jutottak hogy Balaam gyilkolta meg a két nőt.
Hamarosan letartóztatták Balaamot, aki nyugodt volt és udvarias. Mindent bevallott; vallomásában beszámolt arról, hogy dühöt és hatalmat érzett, miközben megfojtotta a nőket.
A tárgyalás előtt megvizsgálták, hogy Balaam bármilyen detroiti megoldatlan ügyben bűnös-e. A város egyik nyomozója tagadta, hogy Balaam más ügyekben is bűnös lenne. Ennek tisztázása után megkezdődött a per. Őt évig tartott a tárgyalás, aminek végén Balaamot életfogytiglanra ítélték.

## Fordítás
- Ez a szócikk részben vagy egészben  az   Anthony Balaam című angol Wikipédia-szócikk ezen változatának fordításán alapul.  Az eredeti cikk szerkesztőit annak laptörténete sorolja fel. Ez a jelzés csupán a megfogalmazás eredetét és a szerzői jogokat jelzi, nem szolgál a cikkben szereplő információk forrásmegjelöléseként.